# Wrong (chanson de Zayn)
Pour les articles homonymes, voir Wrong.
Singles par Zayn Malik
Like I Would
(2016) Cruel
(2016)
Singles par Kehlani
24/7
(2016) CRZY
(2016)
Wrong (typographié wRoNg) est une chanson du chanteur anglais Zayn en duo avec la chanteuse américaine Kehlani. C'est le troisième single du chanteur, sorti le 7 juin 2016, apparaissant sur son premier album en solo Mind of Mine sous le label RCA Records. 

## Contexte
Zayn a écrit la chanson avec la chanteuse Kehlani. Wrong est une chanson qui parle de chercher l'amour au mauvais endroit. 

## Promotion
Le titre est utilisé lors du photoshoot de Zayn pour le magazine GQ. 